# Conozoa carinata
Conozoa carinata är en insektsart som beskrevs av Rehn, J.A.G. 1907. Conozoa carinata ingår i släktet Conozoa och familjen gräshoppor. Inga underarter finns listade i Catalogue of Life.